# Ево Моралес
Хуан Ево Моралес Айма (айм. Juan Evo Morales Ayma; нар. 26 жовтня, 1959) — президент Болівії з 22 січня 2006 по 10 листопада 2019 року, за етнічним походженням — аймара, перший керівник держави з корінного, індіанського населення країни. Ево Моралес є лідером руху «кокалєро» — федерації фермерів, які вирощують листя коки. Вона відстоює право селян вирощувати цю наркотичну рослину. Моралес є також лідером Руху до соціалізму. Цей рух виник внаслідок боротьби за націоналізацію газових родовищ в Болівії.

## Біографія
Моралес походить з родини індіанців Аймара і народився в гірській місцевості провінції Орінока. Він був одним з семи дітей в родині, однак тільки троє з його братів вижили. Ево Моралес виріс в традиційній індіанській родині, тяжко працював з малого віку на цукрових плантаціях та доглядав за худобою. Йому не вдалося закінчити школу, яку він залишив в 11 класі. Працюючи на різних роботах, він почав також працювати в декількох профспілкових об'єднаннях країни. У 1988 р. його було обрано виконавчим секретарем місцевої профспілки. В цей самий час він почав організовувати опір політиці уряду, який на вимогу США обмежував та забороняв вирощування коки, яка вважалася наркотичною речовиною. За свою діяльність на чолі профспілки Ево Моралес був декілька разів арештований і навіть жорстоко побитий.

## Політична діяльність
Моралес відзначився зокрема організацією маршу фермерів коки до столиці країни — Ла Пас. Пізніше Моралес поширював свої ідеї та погляди в Європі. За його пацифістський спротив у 1995 р. його кандидатура була висунута на Нобелівську Премію Миру. В тому ж році він зробив спробу заснувати свою власну політичну партію, але Національний Виборчий Суд відмовлявся її реєструвати. У 1997 р. його було обрано до парламенту країни від лівої коаліції на чолі з Комуністичною партією. У грудні 1999 року його невизнана політична партія злилася з іншою маловідомою партією і перебрала її назву і символи. Ця партія називалася: «Рух до Соціалізму», і як така вона нарешті була визнана урядом і могла брати участь у виборах в країні. Основною ціллю партії була спрямованість на потреби індіанського населення, легалізація коки, націоналізація промисловості та справедливий перерозподіл природних багатств країни. Деякі спостерігачі відмічають, що основним впливом на цей рух були ідеї троцькізму.
Тим часом Моралес у відповідь на жорстоке придушення протесту фермерів закликав їх до збройного спротиву. Це підбурювання індіанців викликало жорстку реакцію уряду та парламенту країни — більшістю депутатів парламенту 24 січня 2002 року його було виключено зі складу депутатів та позбавлено депутатської недоторканності. Того ж року він висунув свою кандидатуру на посаду президента країни і зайняв друге місце за кількістю отриманих голосів. Така успішна участь у президентських перегонах зробила його ім'я відомим не тільки у Болівії, але й у багатьох інших країнах континенту та всього світу.
Невдоволення політикою уряду країни призвело до виступів населення та зростаючої хвилі протесту в країні. Під тиском, президент Карлос Меса Ґісберт пішов у відставку і позачергові вибори були призначені на 2005 рік. У виборах в грудні 2005 року Ево Моралес отримав впевнену перемогу над своїм опонентом і був проголошений новообраним президентом країни.
На посаді президента він запропонував реформувати країну і виробити нову конституцію, яка б надавала більше прав індіанській більшості країни. Моралес також виконав свої передвиборні обіцянки легалізувати коку та підвищити мінімальну зарплату. Він також почав процес націоналізації газодобувної та гірничої промисловості країни. В зовнішній політиці він виступав з різкою критикою політики США, називаючи її колонізаторською та зблизився з іншими антиамериканськими лідерами Латинської Америки Уґо Чавесом та Фіделем Кастро.